# Ștefan Andrei
Ștefan Andrei (n. 29 martie 1931, Podari, România – d. 31 august 2014, Snagov, Ilfov, România) a fost un politician comunist și ministru de externe român.

## Biografie
A absolvit liceul din Craiova, după care a urmat Facultatea de Construcții Hidrotehnice a Institutului de Construcții București. S-a înscris în Partidul Muncitoresc Român în 1957. Remarcat de Nicolae Ceaușescu, începând cu 1960 a ocupat funcția de șef al Relațiilor Externe al UTM. În 1965 a devenit adjunctul Gizelei Wass, care era șefa Secției Externe a PCR, apoi prim adjunct și, în 1972, a devenit secretar al CC cu problemele internaționale. A fost numit în postul de ministru de Externe în 1978, ca succesor al lui George Macovescu, unde a rămas până în 1985. Destituit de Elena Ceaușescu, avea să fie numit președinte al Consiliului Central de Control Muncitoresc al Activității Economice și Sociale, funcție pe care a ocupat-o în perioada 1985 - 1987, când a fost promovat din nou, în postul de viceprim-ministru al Guvernului. A deținut acest post până în 1989. Pentru că a făcut parte din fostul regim comunist al lui Ceaușescu, Ștefan Andrei a fost arestat în 1990. A stat în închisoare timp de doi ani și cinci luni, în ciuda faptului că Parchetul nu a putut susține acuzația inițială a Frontului Salvării Naționale condus de Ion Iliescu: "genocid" - uciderea a 60.000 de români la revoluție - și subminarea economiei naționale.
După 1989, a fost coleg de celulă cu Paul Niculescu-Mizil. Ion Iliescu l-a grațiat pe Ștefan Andrei în 1996.
Fratele său, Nicolae Andrei, profesor de limba română, a fost pentru o lungă perioadă directorul Liceului de Matematică și Fizică "Nicolae Bălcescu" din Craiova, actualul Colegiu Național "Carol I". Ștefan Andrei a fost căsătorit cu actrița Violeta Andrei, cei doi având un fiu, Călin Andrei. 

## Distincții
- Ordinul „Steaua Republicii Socialiste România” clasa a IV-a (30 aprilie 1966) „cu prilejul celei de-a 45-a aniversări de la înființarea Partidului Comunist din România, pentru merite deosebite în opera de construire a socialismului”[3]
- Ordinul „Steaua Republicii Socialiste România” clasa a III-a (4 mai 1971) „cu prilejul aniversării a 50 de ani de la constituirea Partidului Comunist Român, [...] pentru merite deosebite în opera de construire a socialismului”[4]
- Medalia comemorativă „A 40-a aniversare a revoluției de eliberare socială și națională, antifascistă și antiimperialistă” (20 august 1984) „pentru contribuția deosebită adusă la înfăptuirea politicii Partidului Comunist Român de făurire a societății socialiste multilateral dezvoltate în patria noastră, cu prilejul celei de-a 40-a aniversări a revoluției de eliberare socială și națională, antifascistă și antiimperialistă”[5]

## Publicații
- Stăpînul secretelor lui Ceaușescu. I se spunea Machiavelli - recenzie
- Din frac în zeghe. Istoriile mele dintr-un pătrar de veac românesc, Editura Adevărul, 2013 [6]